# フランクフルト市電
フランクフルト市電（ドイツ語: Straßenbahn Frankfurt am Main）は、ドイツの大都市であるフランクフルト・アム・マイン（以下、「フランクフルト」と記載。）の路面電車。19世紀に開通した馬車鉄道などの軌道交通から始まる長い歴史を持ち、市電の路線を転換する形で開通した地下鉄（フランクフルト地下鉄）や路線バスなどの公共交通機関と共に2024年現在はフランクフルト市交通公社（Stadtwerke Verkehrsgesellschaft Frankfurt am Main mbH、VGF）によって運営されている。

## 歴史

### 各事業者による開通
フランクフルト市内における最初の軌道交通は、1872年5月19日に開通した、フランクフルト路面鉄道会社（Frankfurter Trambahn-Gesellschaft、FTG）が運営する軌間1,435 mm（標準軌）の馬車鉄道であった。この馬車鉄道はベルギー・ブリュッセルの企業の子会社として設立された経緯を持ち、以降フランクフルトや周辺地域へ急速に路線網の拡大を続け、1898年には総延長30.5 km、16系統が運行する大規模な馬車鉄道網が築かれていた。

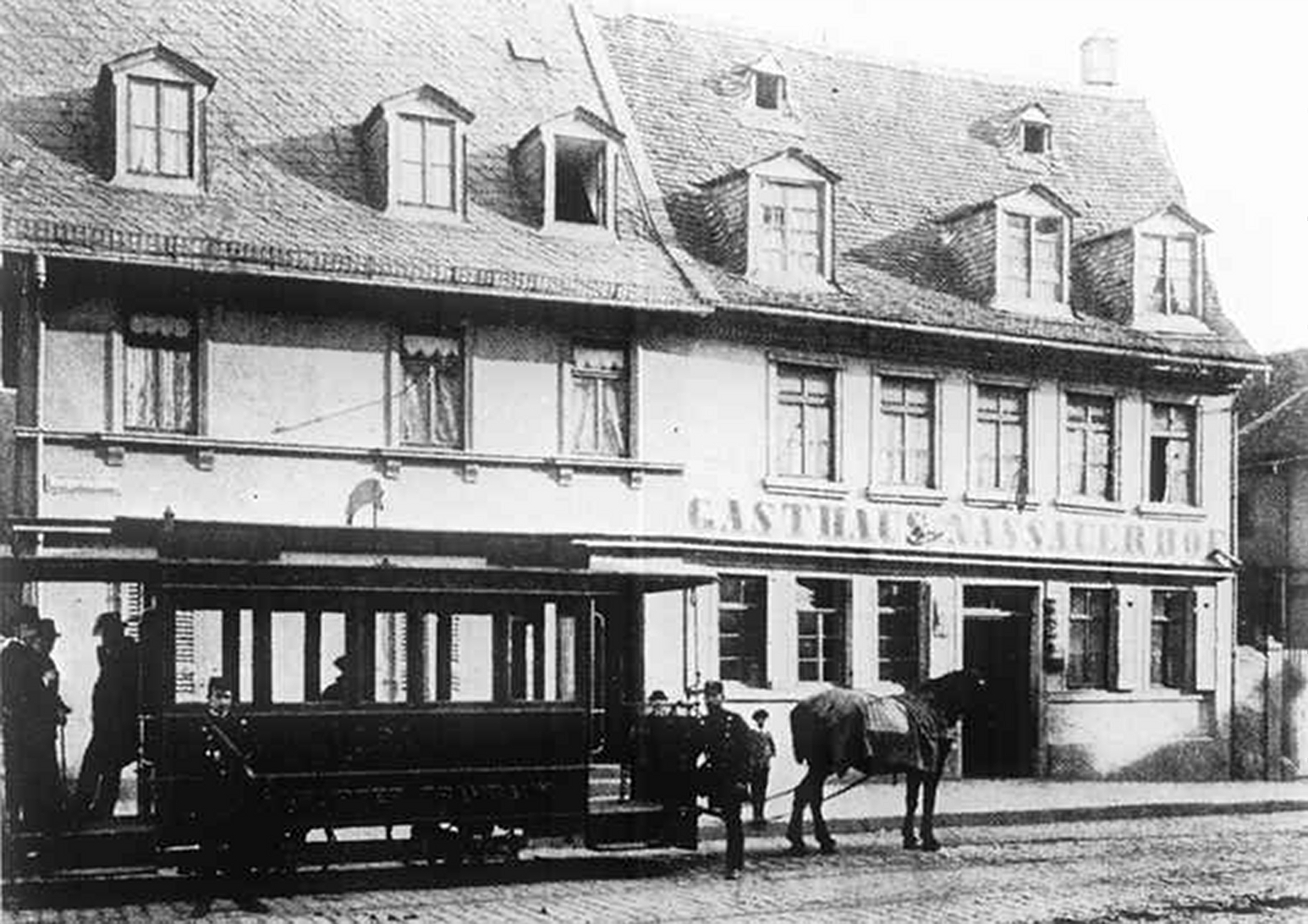
フランクフルト路面鉄道会社の馬車鉄道（1881年撮影）

一方、1883年には商務顧問、銀行家、そして銀行からなるコンソーシアムによって、マイン川を渡りフランクフルトとオッフェンバッハ・アム・マイン（以下「オッフェンバッハ」と記載。）を結ぶ路面電車の申請が行われ、受理を経て翌1884年2月18日よりフランクフルト-オッフェンバッハ路面鉄道会社（Frankfurt-Offenbacher Trambahn-Gesellschaft、FOTG）による、両都市初にしてドイツでも最初期となる路面電車の営業運転が開始された。軌間はフランクフルト路面鉄道会社（FTG）を始めとしたフランクフルトの他の事業者とは異なる1,000 mm（メーターゲージ）で、開通当初から架空電車線方式（架線）を用いた電化を用いていたのが大きな特徴であった。

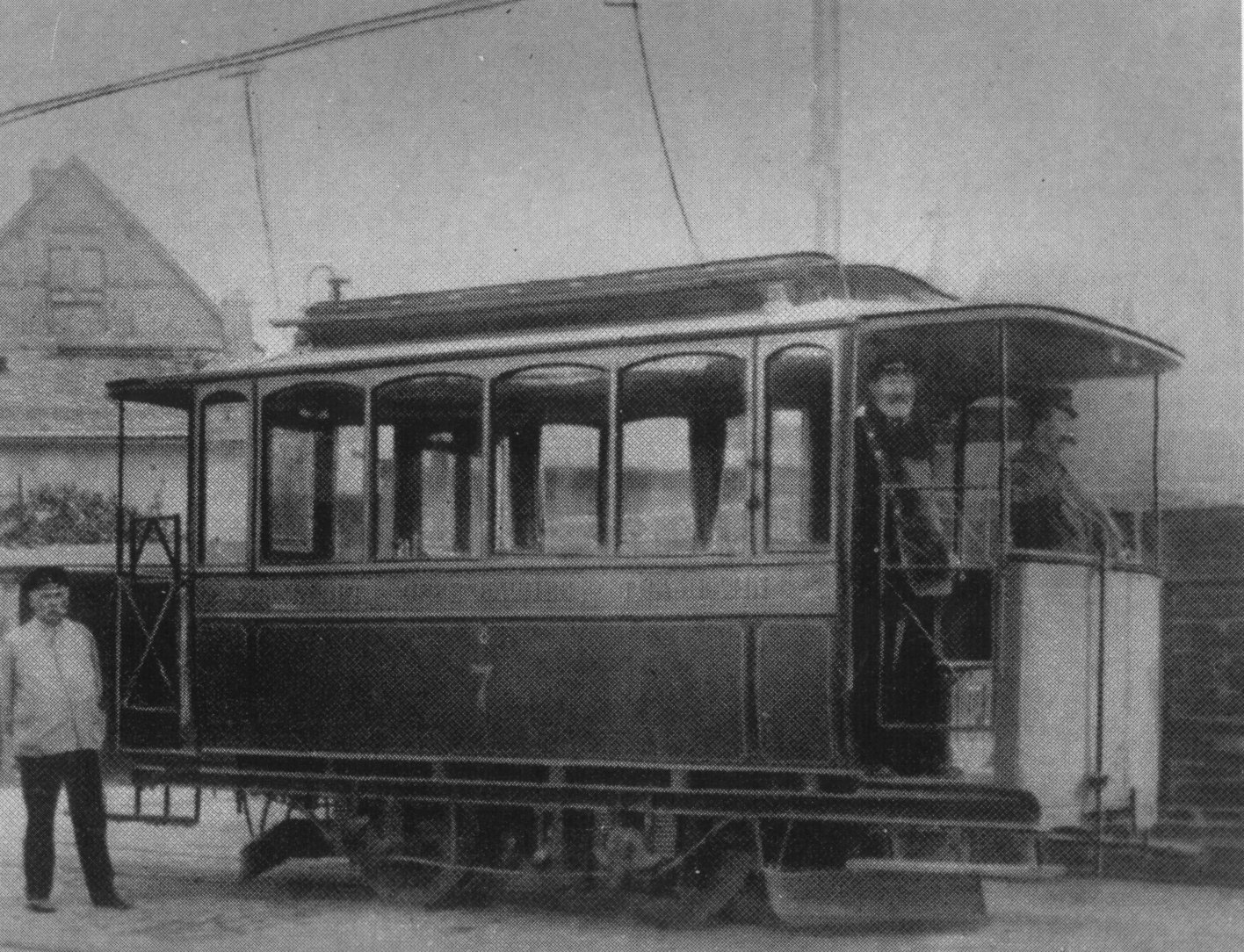
フランクフルト-オッフェンバッハ路面鉄道会社の路面電車は世界でも最初期の導入事例だった（1890年撮影）

また、1888年5月12日には、フランクフルト地方鉄道会社（Frankfurter Lokalbahn AG、FLAG）が運営する、フランクフルト北部から市内へ乗り入れる馬車鉄道が開通し、同年9月から10月にかけて輸送力増強を目的に蒸気機関車での運行へと切り替えられた。その後、フランクフルト周辺地域と市内の利便性向上を目的に1899年以降タウヌス方面への路線の延伸が実施された。

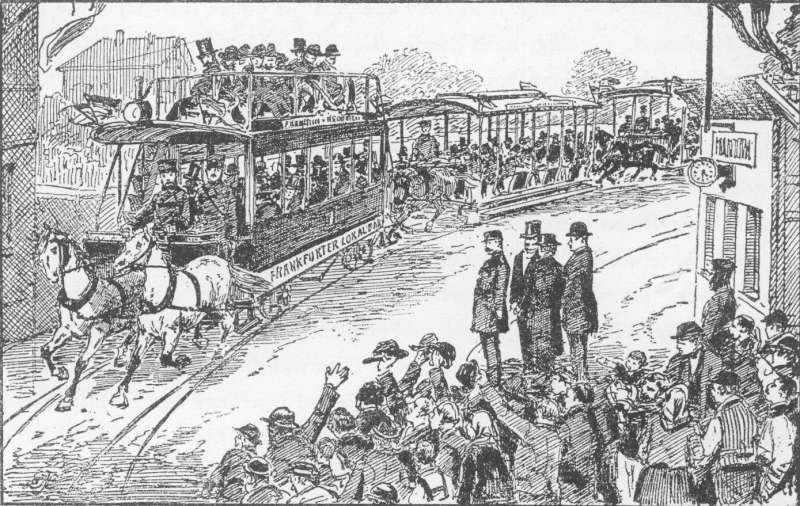
フランクフルト地方鉄道会社の開通初日を描いた絵画

更に、1889年5月5日にはマイン川の南側にフランクフルト森林鉄道会社（Frankfurter Waldbahn Gesellshaft、FWG）が運営する鉄道網が開通した。これらの路線でも蒸気機関車を用いた客車列車や貨物列車が運行していた。当初は独自の運営が行われていたが、1899年以降はフランクフルト市による運営が実施された。

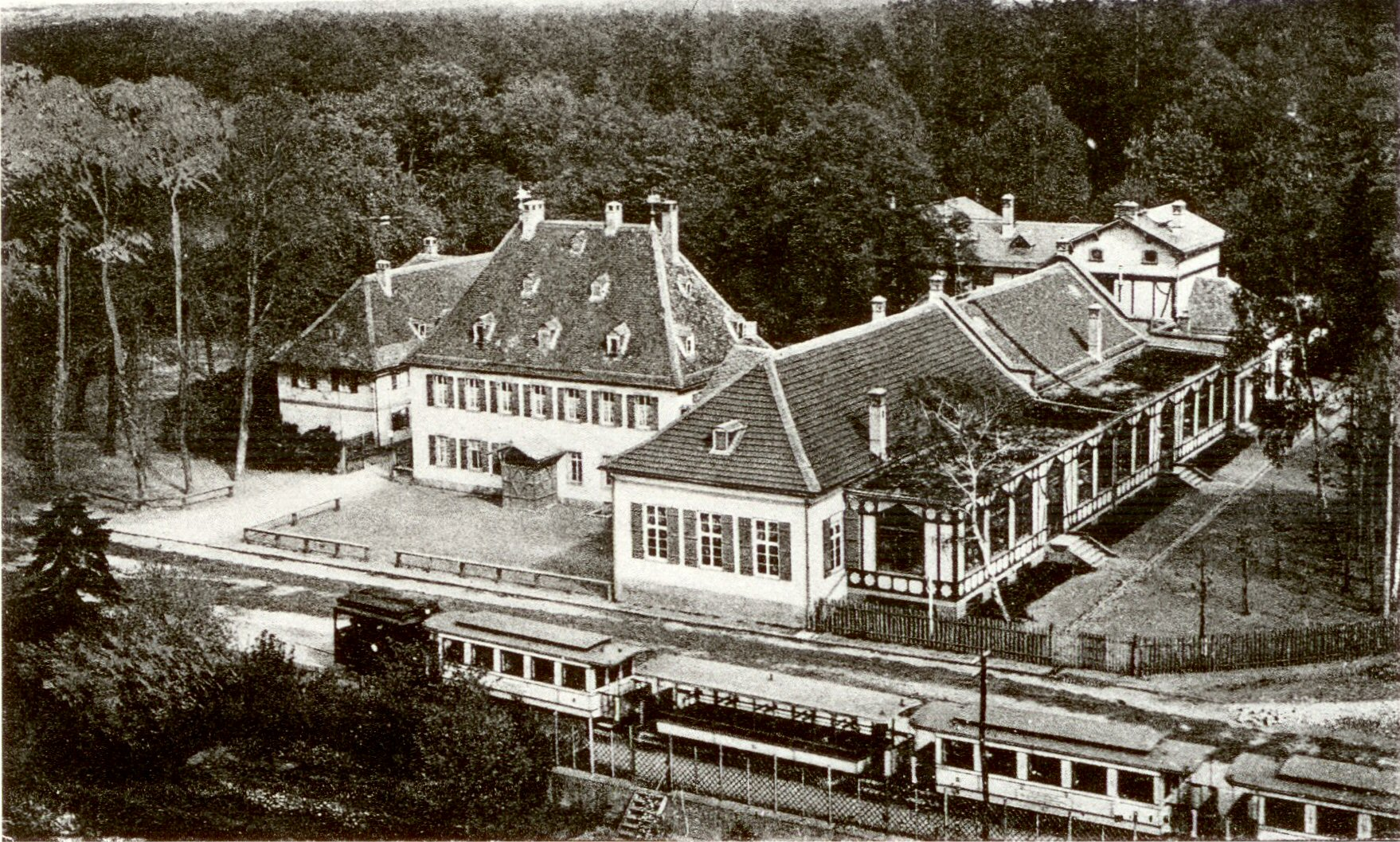
フランクフルト森林鉄道会社の路線では蒸気機関車が使用された（1904年撮影）

一方、それに先立つ1898年にはフランクフルト市が本格的に軌道交通の運営に参加する事となり、同年をもってフランクフルト路面鉄道会社（FTG）は公営路線への転換が実施されている。

### 路線電化と公営化
当初から電化されていたフランクフルト-オッフェンバッハ路面鉄道会社（FOTG）に続いて、路線網の電化に動き出したのはフランクフルト路面鉄道会社（FTG）であった。当初は充電池を用いた電車の導入も検討したものの、技術が未発達だった事も起因して短期間で終了し、最終的にフランクフルト市による公営化を経た1899年4月10日以降架空電車線方式を用いた電化が行われる事となった。全線の電化が完了したのは1904年6月である。また、フランクフルト地方鉄道会社（FLAG）が運営する路線も1910年に電化が完成し、1889年に公営化が行われた旧：フランクフルト森林鉄道会社（FWG）の路線についても第一次世界大戦を経た1929年5月までに電化された。

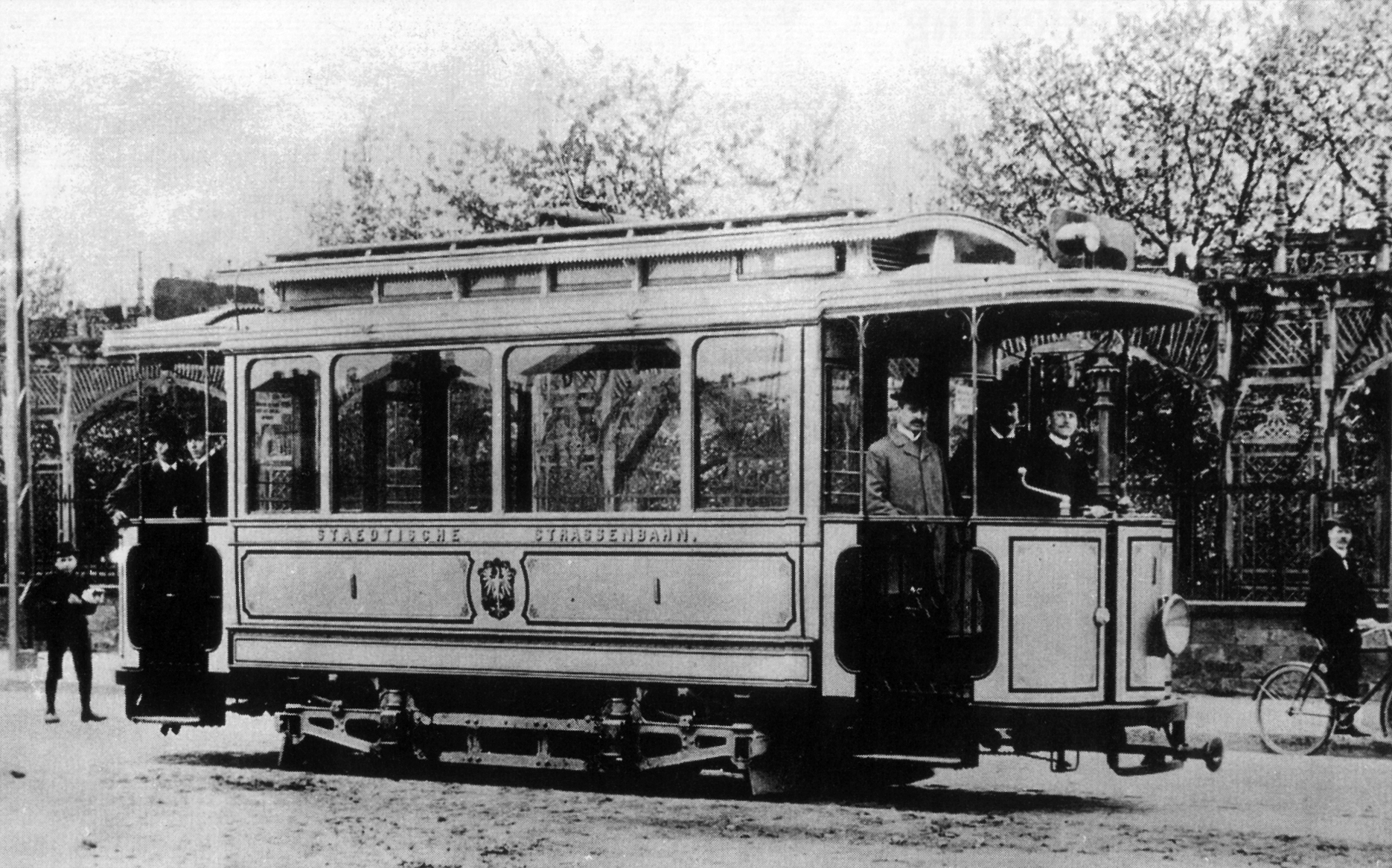
フランクフルト市が導入した最初期の路面電車車両（1900年撮影）
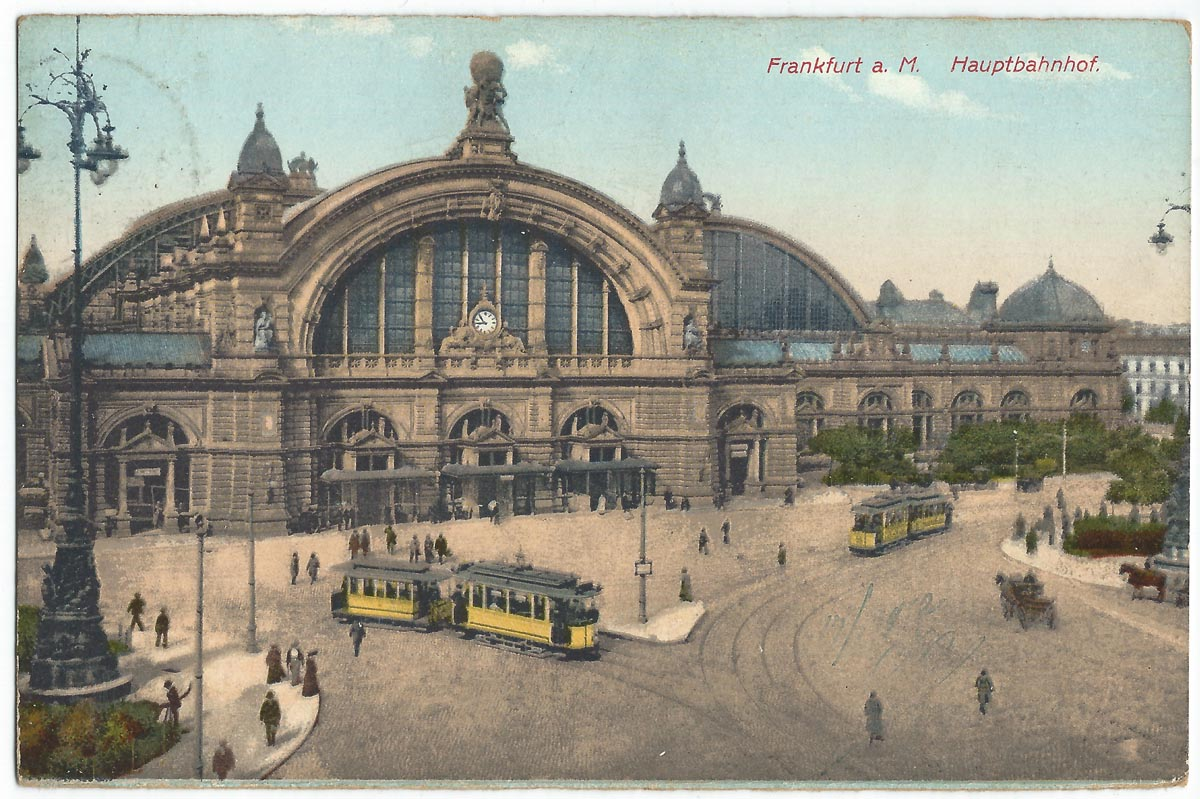
1910年代頃のフランクフルト市電の絵葉書

一方、同時期にはフランクフルト市による軌道交通事業者の公営化が進められ、フランクフルト-オッフェンバッハ路面鉄道会社（FOTG）は1906年に買収され、他の電化路線との軌間や設備の共通化工事が実施された。これにより、民間事業者による運営のまま残されたのはフランクフルト地方鉄道会社（FLAG）のみとなり、バート・ホムブルク・フォア・デア・ヘーエ方面およびオーバーウルゼル方面へ向かう路面電車の系統はフランクフルト市と同事業者の共同運営となった。
これに加えて同時期には大規模な延伸工事も進められ、1929年時点でフランクフルトおよび周辺地域には合計32系統という大規模な路線網が築かれた。

### 第二次世界大戦を経て
第二次世界大戦期、フランクフルトは幾度もの空襲を被り、特に1944年3月の空襲では市内に加えて路面電車網も深刻な被害を受けた。それでも負傷者や食料、燃料などの物資輸送を目的に一部系統での運行を続けた路面電車であったが、1945年3月に連合国の侵攻により全線休止する事態となった。その後、復興が始まったのは終戦後の同年5月からとなり、戦争により破壊された施設の修繕、車両の復旧工事を経て1949年にはマイン橋を渡る系統の復旧が完了した。
その後、1950年代には周辺地域への延伸が実施された一方、独立した事業者として残存していたフランクフルト地方鉄道会社（FLAG）では戦争中に老朽化した車両や施設の復旧が困難な状況となっていた。それを受け、フランクフルト市は1955年1月に同社を買収・公営化し、近代化に着手した。また、同時期には輸送力増強を目的にデュッセルドルフのデュッセルドルフ車両製造（→デュワグ）製の大型電車の導入が開始された。

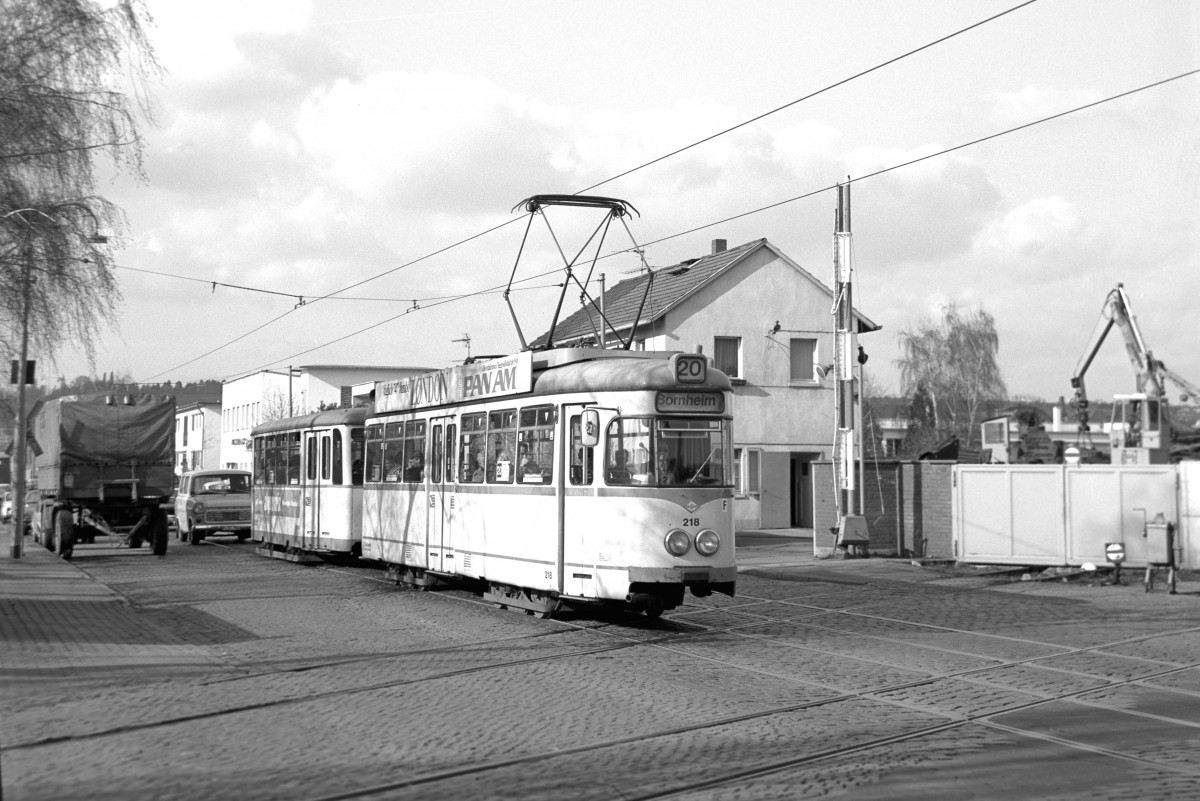
デュッセルドルフ車両製造製の電車は近代化に大きく貢献した（1978年撮影）
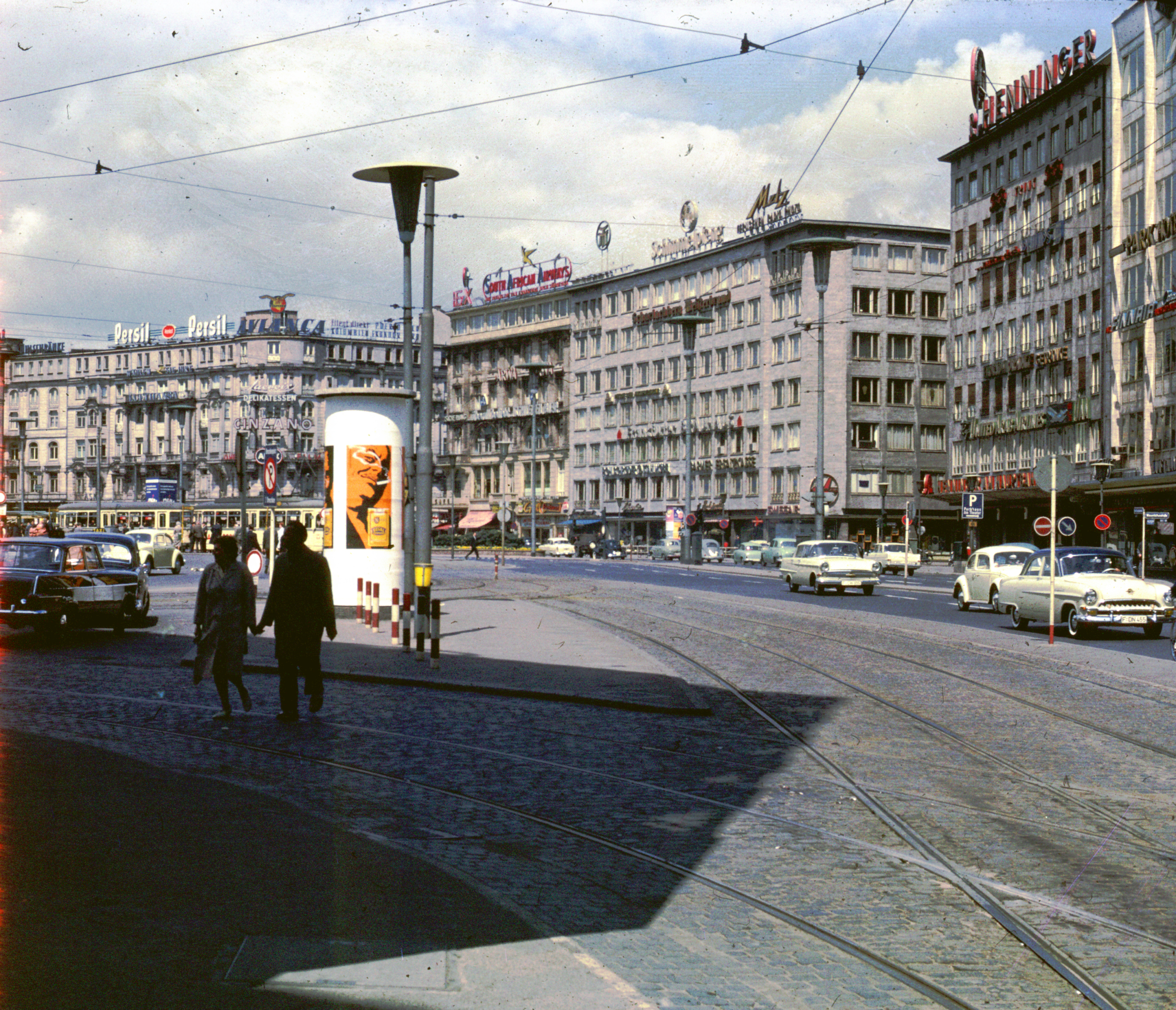
1960年代のフランクフルト中央駅前電停（1962年撮影）

### フランクフルト地下鉄への転換
1950年代から1960年代にかけて人口が急激に増大したフランクフルトでは、モータリーゼーションの進行による道路の渋滞が深刻化し、路面電車に代わる新たな公共交通機関の模索が進められた。モノレールを始めとした様々な案が提示・検討された結果、最終的に1961年、フランクフルト市議会は路面電車と同規格の地下鉄を建設し、将来的に路面電車を置き換える計画を打ち出した。建設は4段階に分けて進められる事となり、その最初の路線の建設が開始されたのは1963年6月であった。そして1968年10月4日、フランクフルト初の地下鉄路線（フランクフルト地下鉄）が営業運転を開始した。
これ以降、フランクフルトでは地下鉄網の拡大に合わせた路面電車の路線網の転換が進められ、特にフランクフルト市内中心部には旧市街地を走る一部系統が走行する区間を残すのみとなっていた。また、地下鉄建設とは別個に路面電車路線の廃止も相次いで行われ、最終的に路面電車は地下鉄へ全面的に置き換えられる計画となっていた。

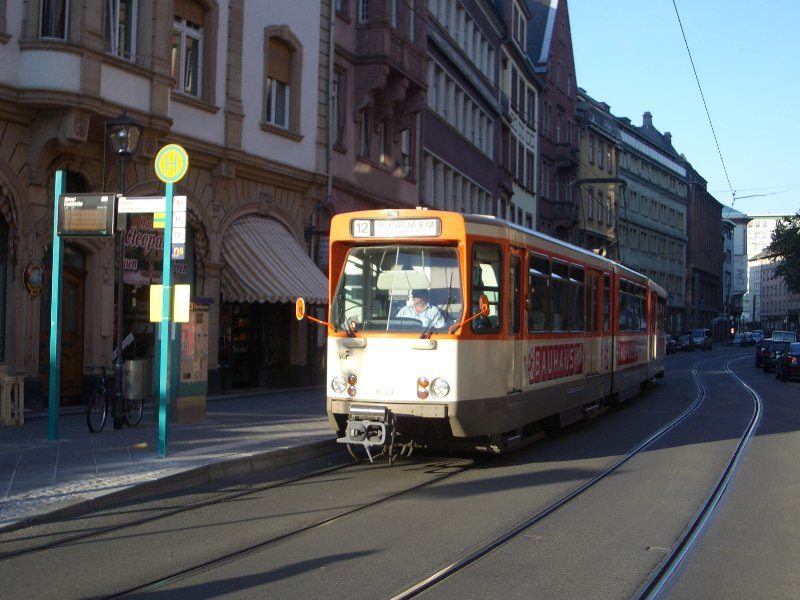
P形電車は地下鉄への転換を視野に導入された車両だった（2004年撮影）

### 路面電車の見直し
路線の縮小が相次いだフランクフルトの路面電車が見直されるきっかけになったのは、1991年に提示されたフランクフルトの新しい交通計画であった。これは地下鉄化に際する費用の高額さや長期に渡る工事期間に対する懸念が生じた事も起因していた。これを受け、1999年に僅か200 mという短距離ながらも12号線の延伸が実現し、1950年代以来となる新規路線の開通が実現した。その後、2003年には開発が進んでいたレブシュトックフィアテル地区への延伸が行われた他、2011年、2014年にも新規路線の開通が行われ、沿線やSバーンの駅とフランクフルト中心部への利便性が向上している。更に車両についても1990年代以降バリアフリーに適した超低床電車が継続的に導入されている。
一方、オッフェンバッハへ向かう系統については、オッフェンバッハ側による道路の混雑解消の意向もあり、フランクフルトへ向かうSバーンの開通後の1996年にオッフェンバッハ市内の路線が全線廃止となり、以降は市境にあるオッフェンバッハ市域電停（Offenbach Stadtgrenze）までの乗り入れとなっている。

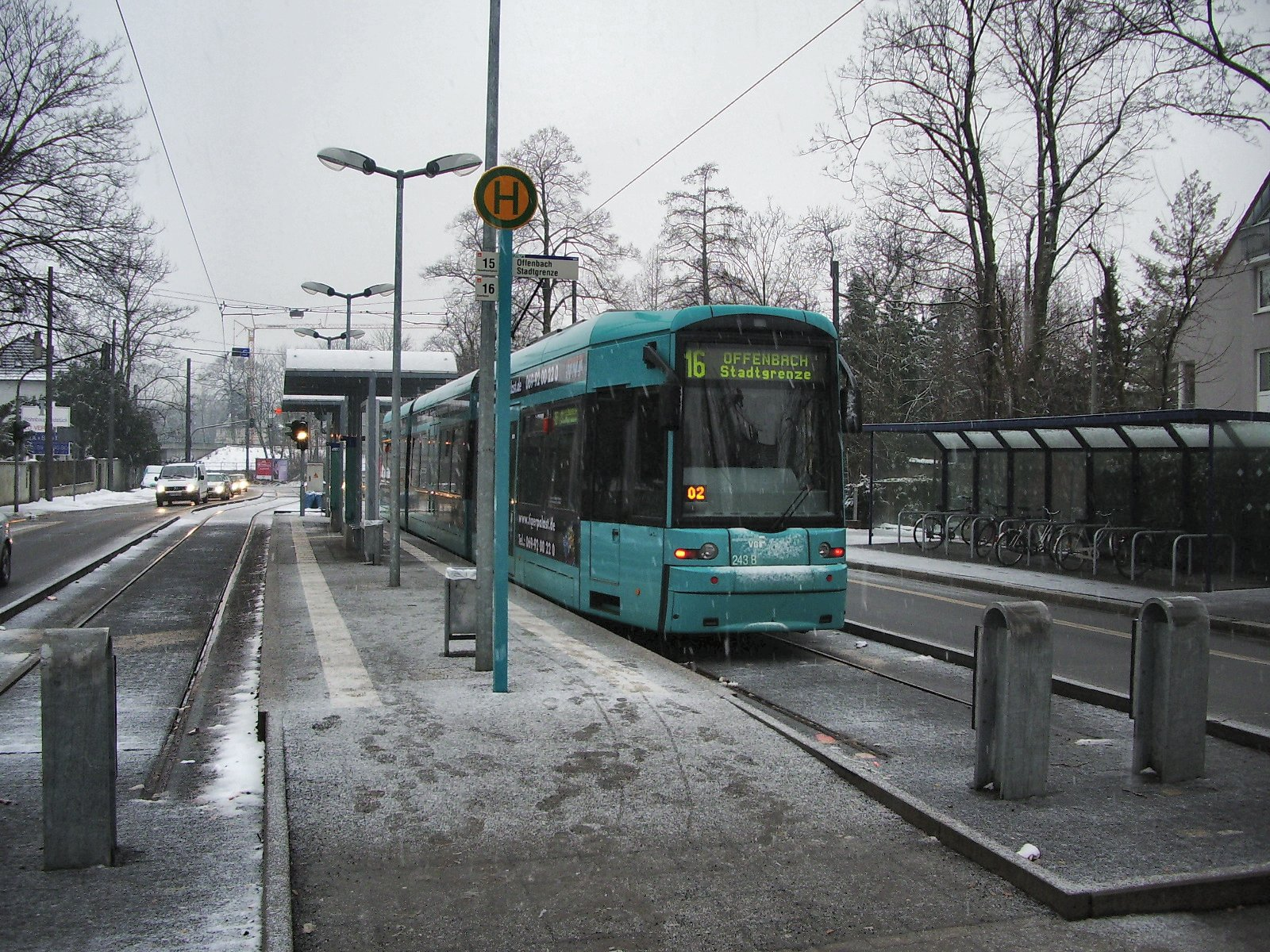
1996年以降のオッフェンバッハ側の終点・オッフェンバッハ市域電停（2006年撮影）

運営組織については、1996年までフランクフルト市による直接的な運営が行われていたが（シュタットウェルケ・フランクフルト・アム・マイン、Stadtwerke Frankfurt am Main、SWFH）、同年以降は同市が所有するフランクフルト市交通公社への運営に切り替えられている。

### エッベルヴァイ・エクスプレス
フランクフルト市電では1977年以降、旧型の2軸車を改造した観光列車「エッベルヴァイ・エクスプレス（Ebbelwei-Expreß）」の運行を実施している。これはフランクフルト・アム・マイン市内で環状運転を行いながら車内で軽食やリンゴワインを振る舞う列車で、1997年までに100万人以上の利用客数を達成している。また、エッベルヴァイ・エクスプレス用の車両は多様な用途に合わせた貸し切り運転にも対応している。

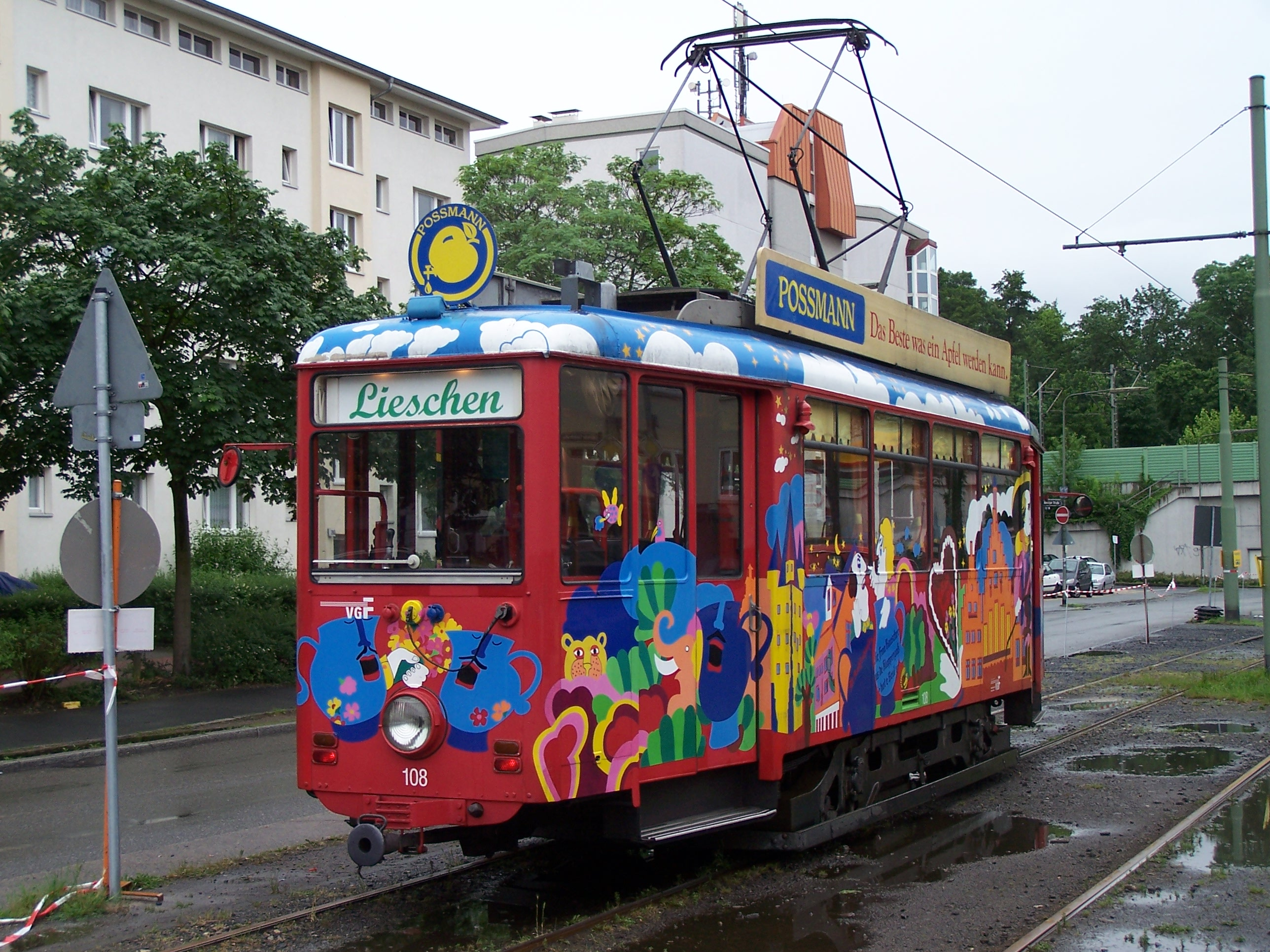
「エッベルヴァイ・エクスプレス」用車両（2007年撮影）

## 系統
2024年現在、フランクフルト市電には臨時系統や「エッベルヴァイ・エクスプレス」を含め、以下の系統が存在する。系統番号はフランクフルト市交通公社が所属しているライン＝マイン運輸連合（Rhein-Main-Verkehrsverbund、RMV）に基づき設定されている。
| 系統番号 | 起点                             | 終点                         | 備考                                               |
| -------- | -------------------------------- | ---------------------------- | -------------------------------------------------- |
| 11       | Fechenheim Schießhüttenstraße    | Höchst Zuckschwerdtstraße    |                                                    |
| 12       | Fechenheim Hugo-Junkers-Straße   | Schwanheim Rheinlandstraße   |                                                    |
| 14       | Bornheim Ernst-May-Platz         | Gallus Mönchhofstraße        |                                                    |
| 15       | Niederrad Haardtwaldplatz        | Offenbach Stadtgrenze        | オッフェンバッハ・アム・マインへ直通               |
| 16       | Ginnheim                         | Offenbach Stadtgrenze        | オッフェンバッハ・アム・マインへ直通               |
| 17       | Neu-Isenburg Stadtgrenze         | Rebstockbad                  |                                                    |
| 18       | Preungesheim Gravensteiner-Platz | Sachsenhausen Louisa Bahnhof |                                                    |
| 19       | Schwanheim Rheinlandstraße       | Sachsenhausen Louisa Bahnhof | 登校日の早朝にのみ運行                             |
| 20       | Hauptbahnhof                     | Stadion Straßenbahn          | ドイチュ・バンク・パルクでのイベント開催日のみ運行 |
| 21       | Nied Kirche                      | Stadion Straßenbahn          |                                                    |
| EE       | Zoo                              | Zoo                          | エッベルヴァイ・エクスプレス、週末・祝日に運行     |

## 車両

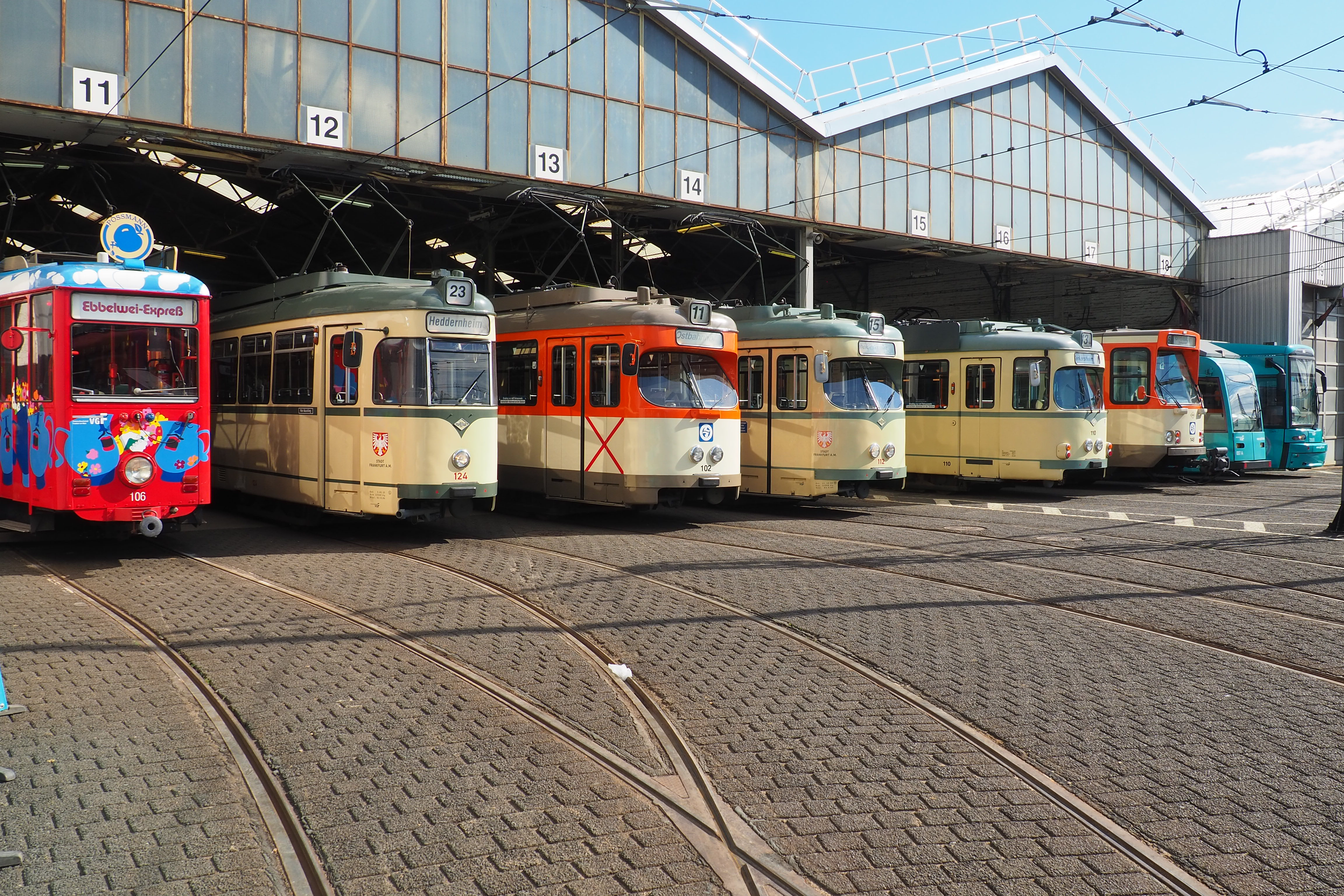
車庫に並ぶ代表車両（2019年撮影）

フランクフルト市電で使用される車両の形式名は、1899年の市内系統の本格的な電化時に導入された電車以降アルファベット（A、B、…）が用いられているのが特徴で、2024年時点で使用されている以下の形式にもその伝統が継続されている。また、同年時点で営業運転に使用されている車両の多くはバリアフリーに適した超低床電車であり、「エッベルヴァイ・エクスプレス」用車両を除いた最後の営業用高床式車両のP形についても置き換えが進められている。
また、既に引退した形式についてはフランクフルト交通博物館（Verkehrsmuseum Frankfurt am Main）で保存されている車両が多数存在しており、一部は動態保存運転が継続して行われている。

### 営業用車両

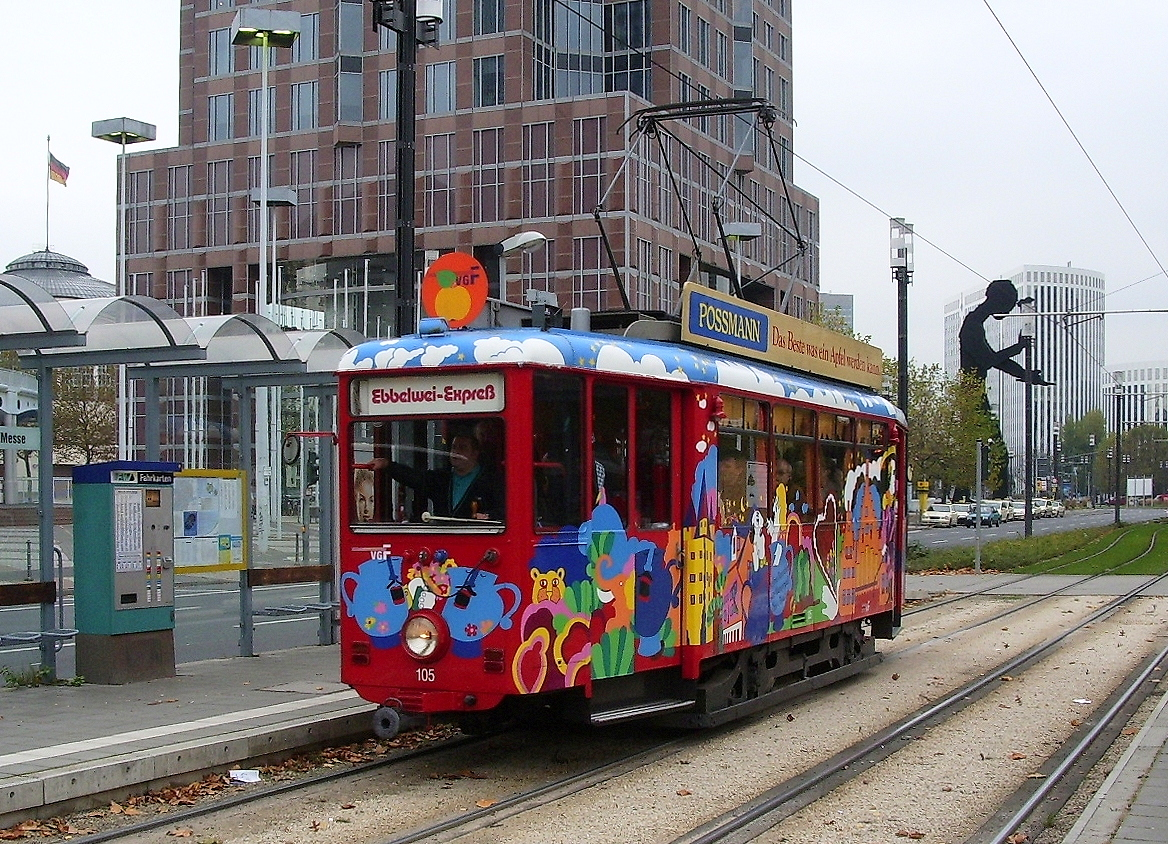
K形（ドイツ語版） 戦後初期に製造された2軸車、「エッベルヴァイ・エクスプレス」用車両が在籍
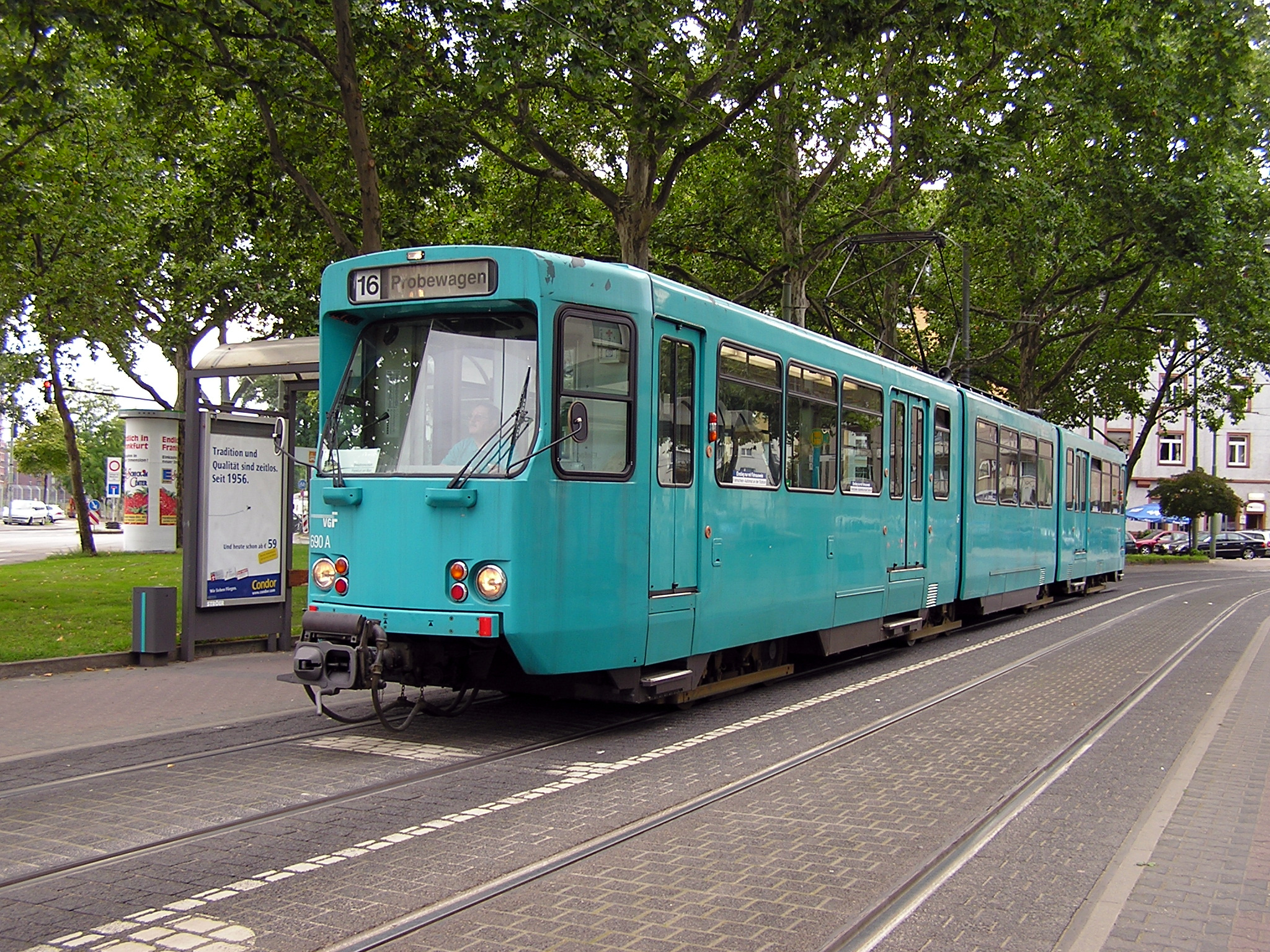
P形 フランクフルト地下鉄への直通運転を視野に入れ開発された連節車
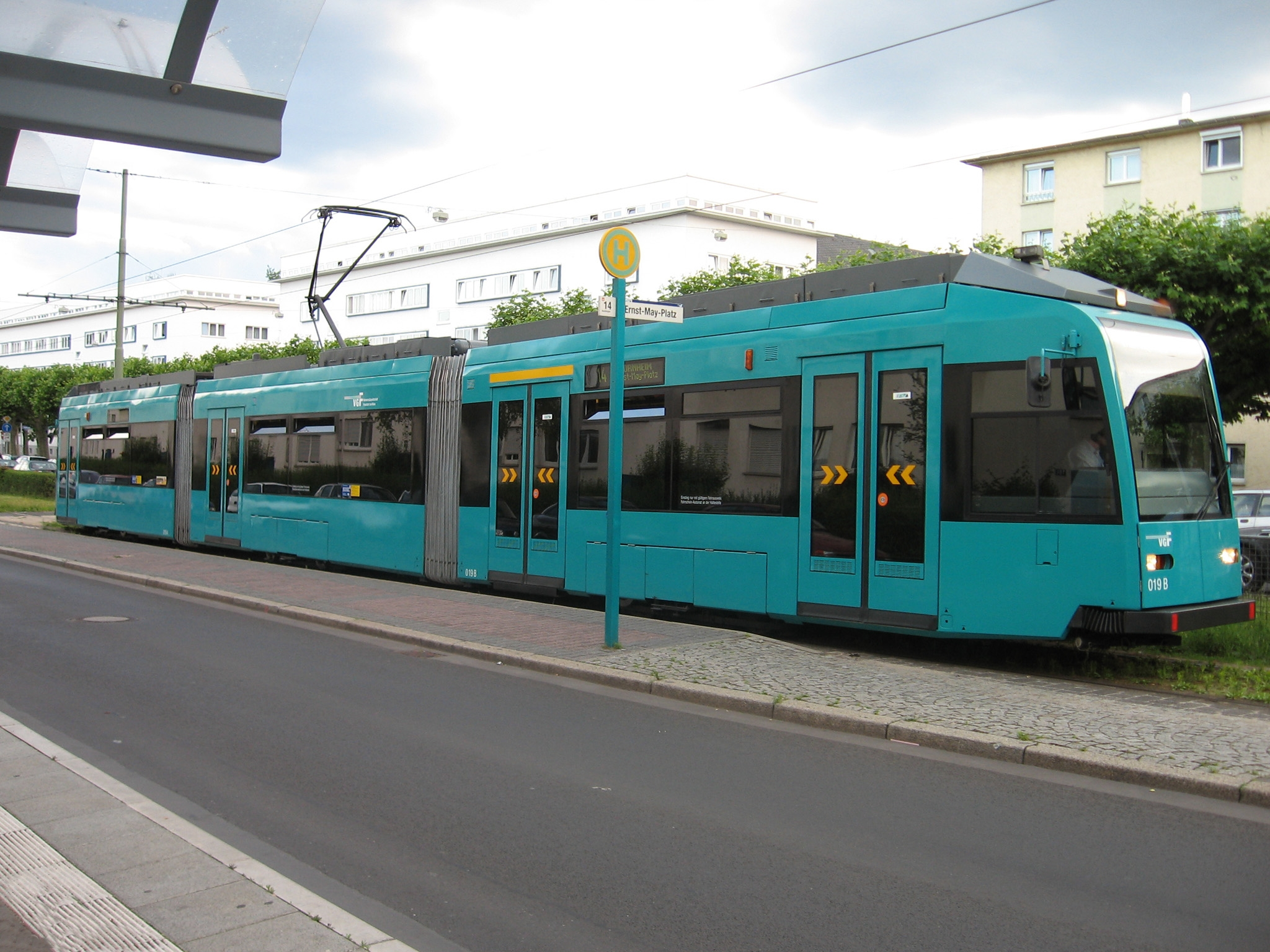
R形 デュワグが製造したフランクフルト市電初の超低床電車
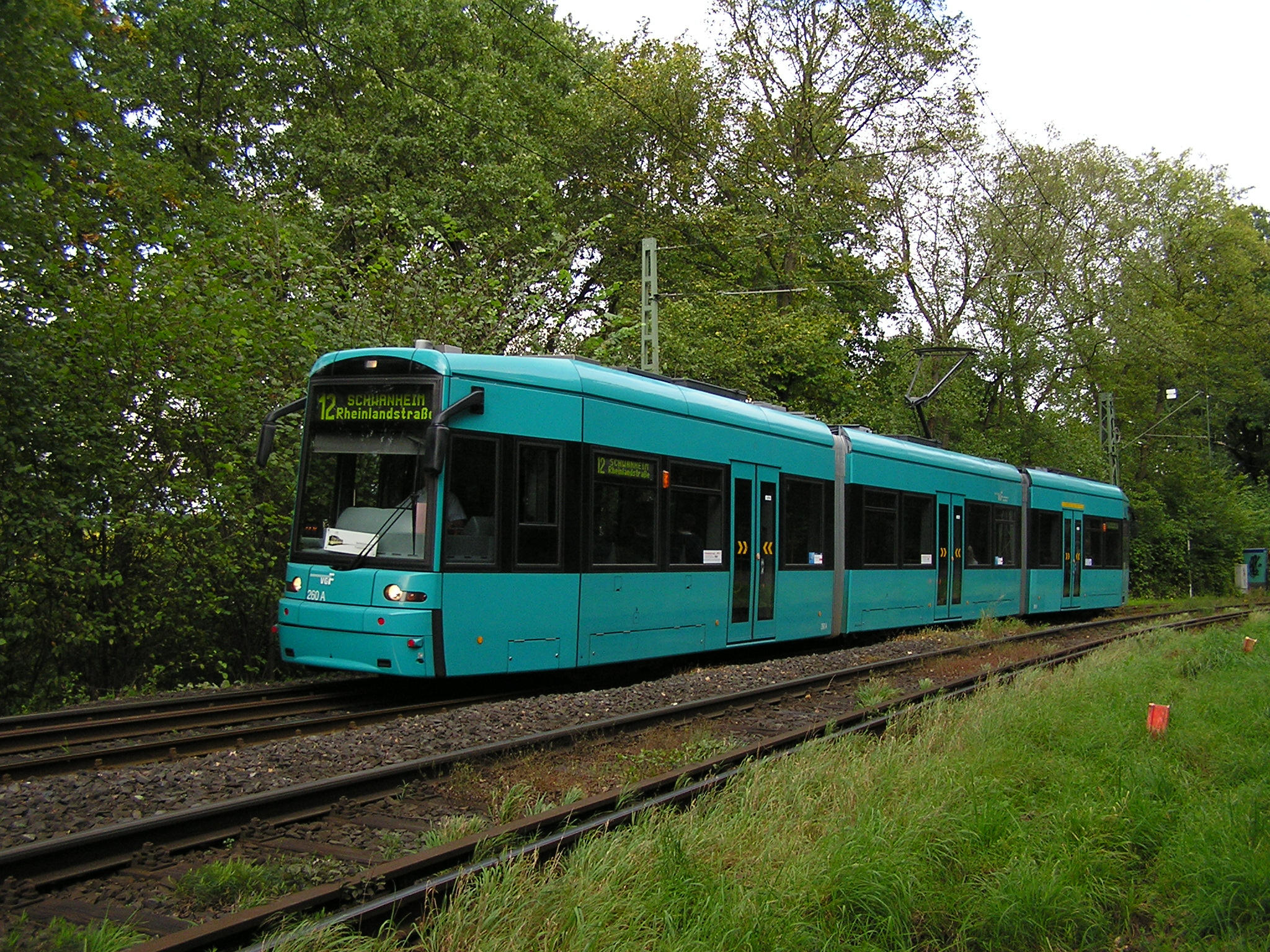
S形 ボンバルディア・トランスポーテーション製の部分超低床電車（フレキシティ・クラシック）
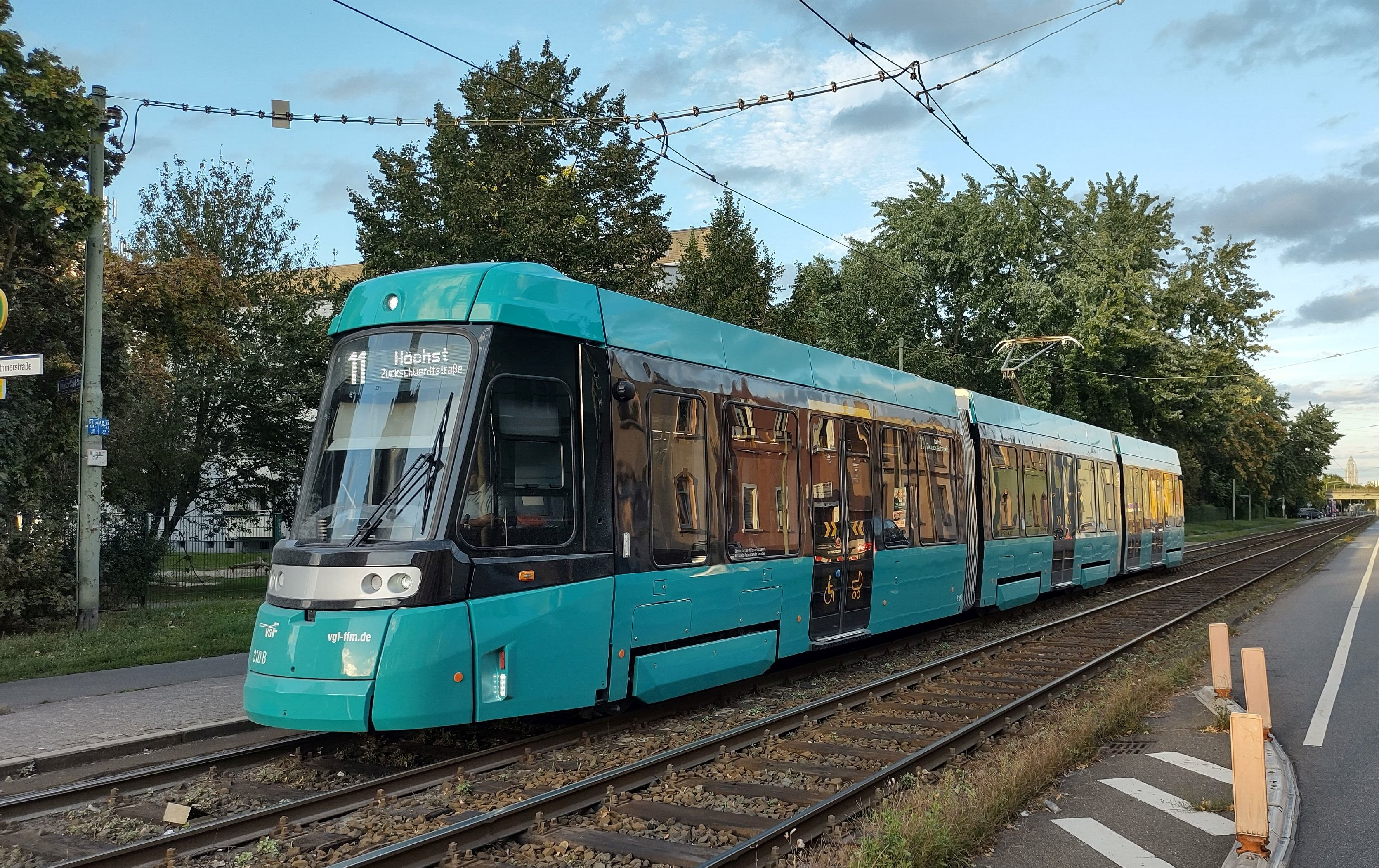
T形 アルストム製の車両（シタディス）、3車体連接車と4車体連接車の2種類が存在

### 過去の車両・保存車両

#### 2軸車

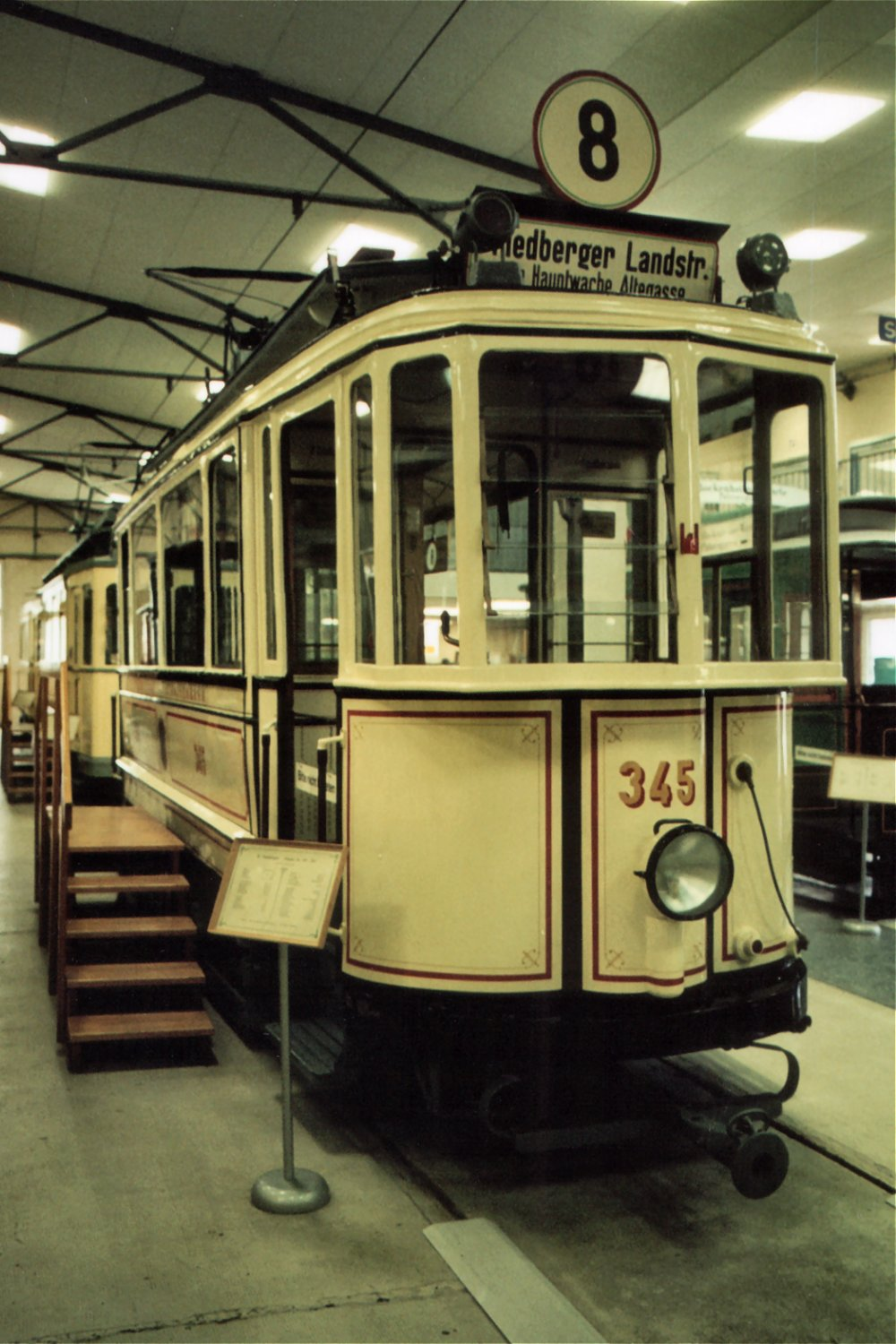
B形
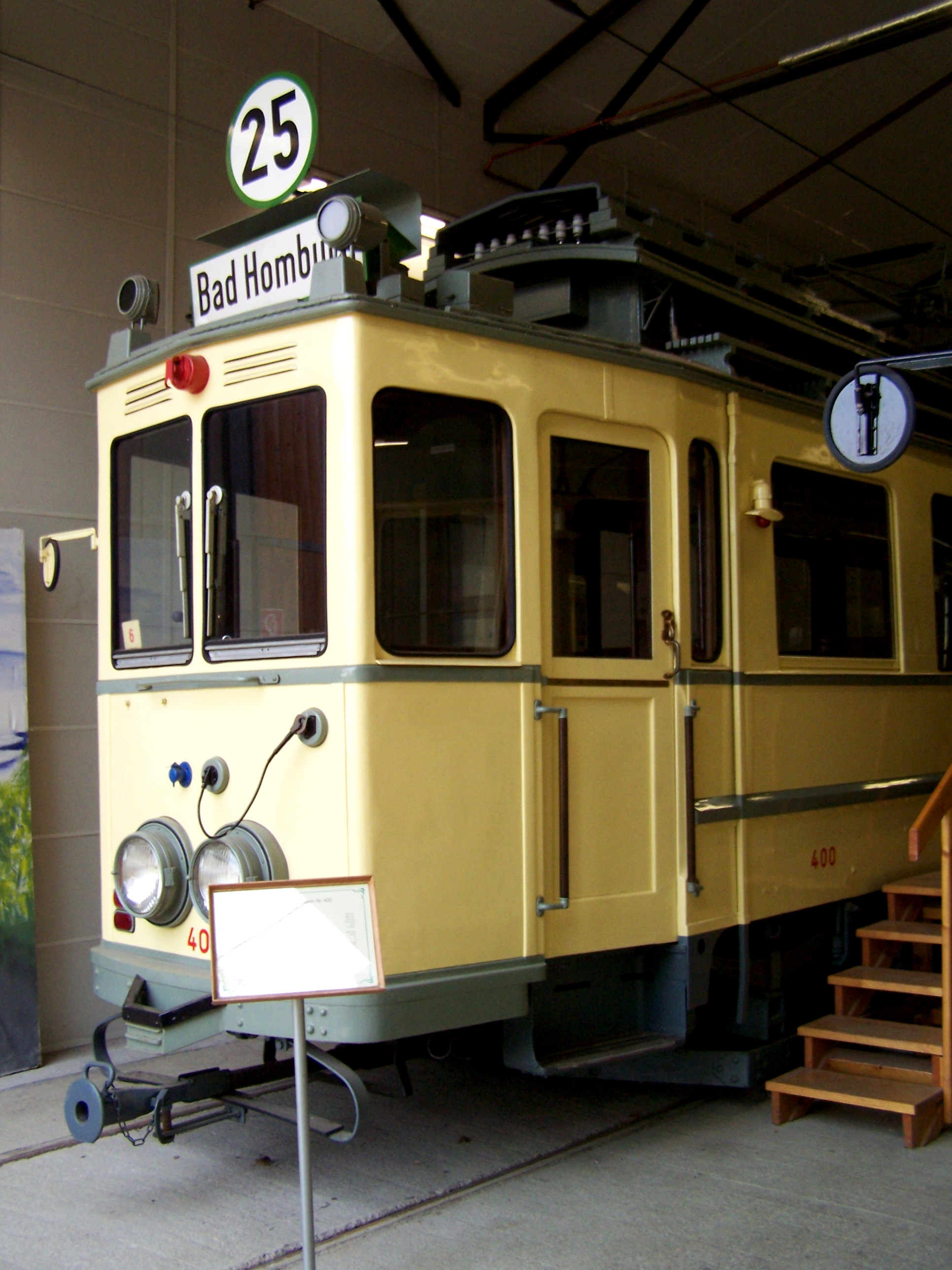
V形
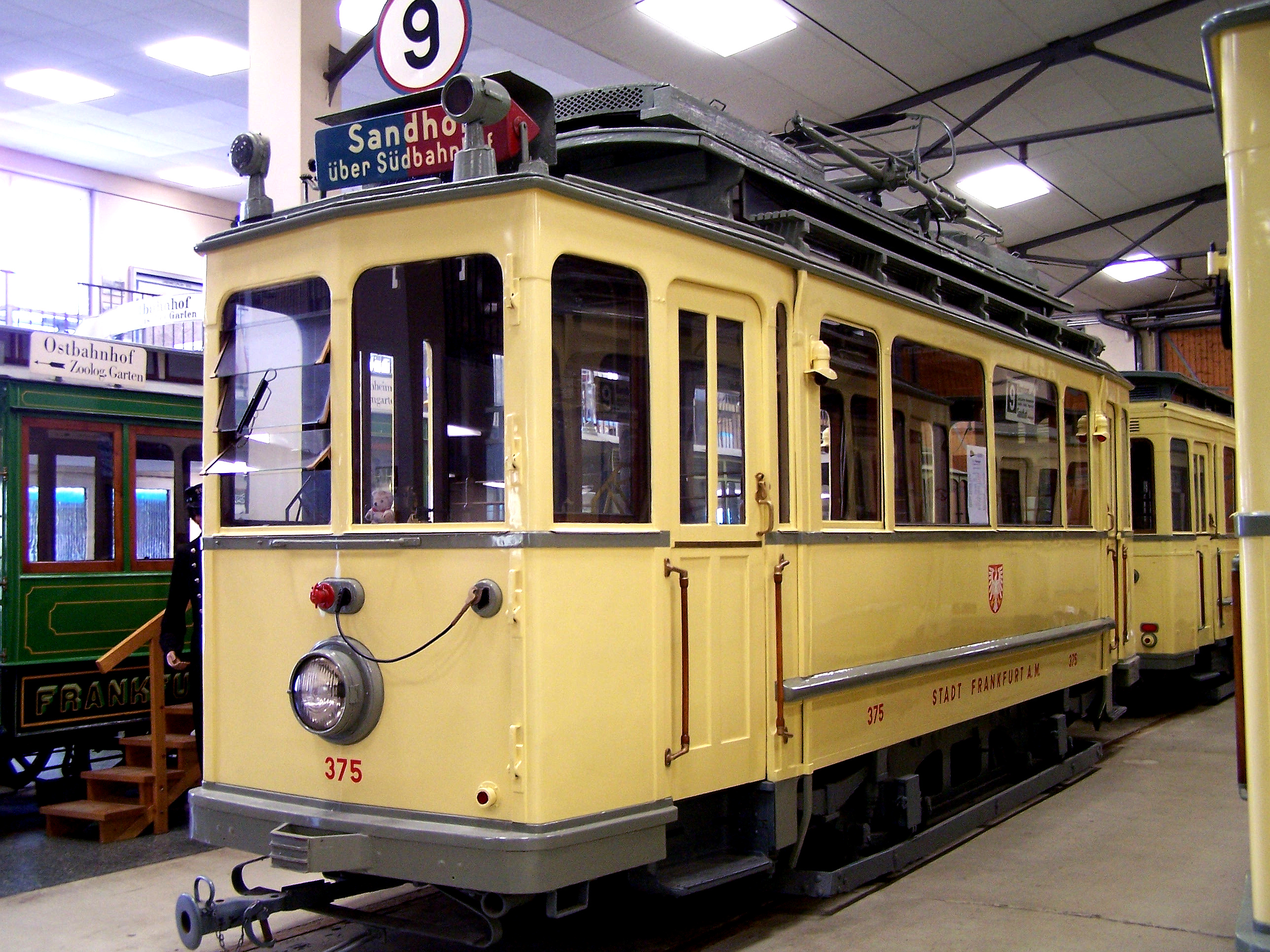
C形
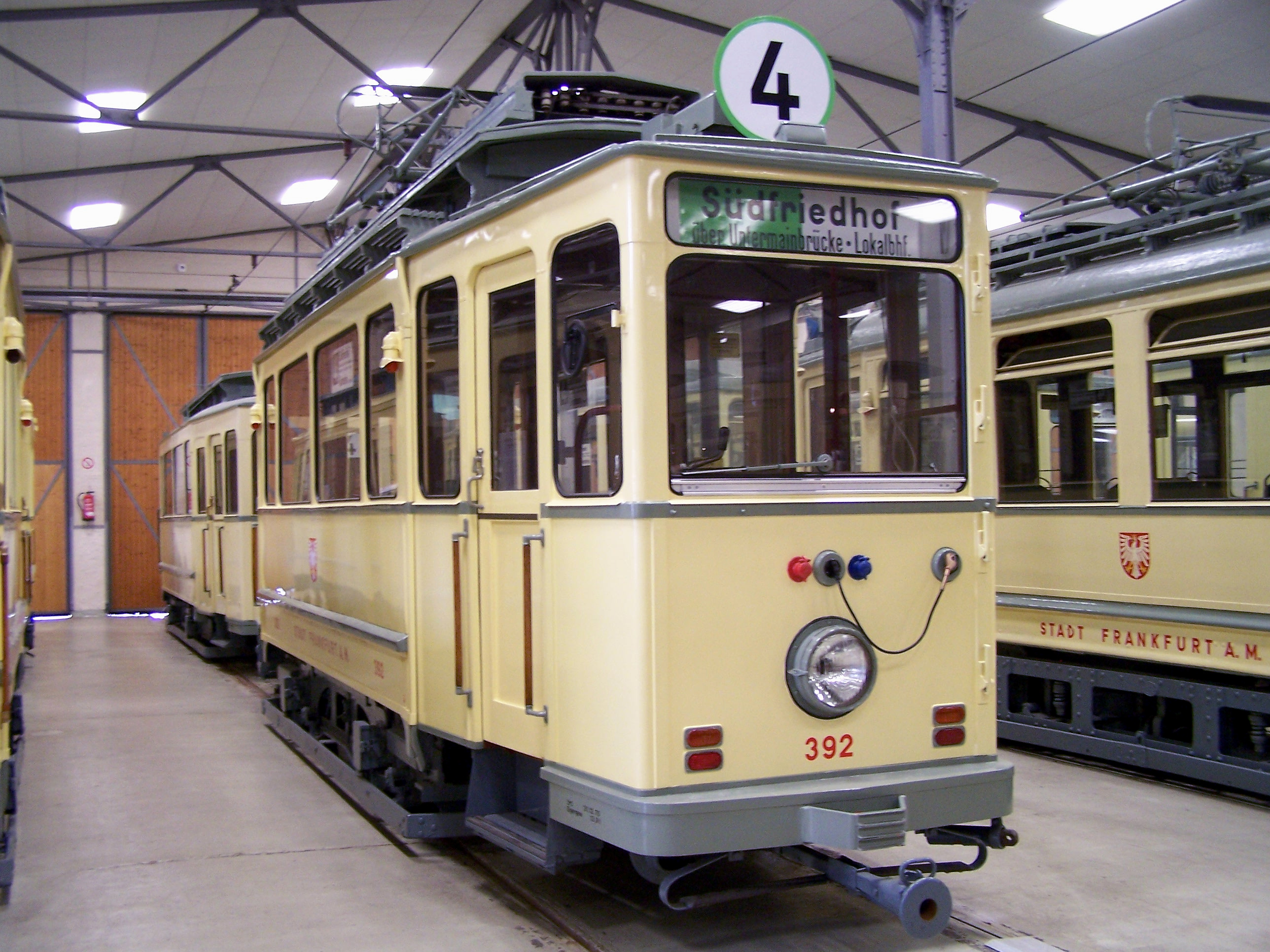
D形
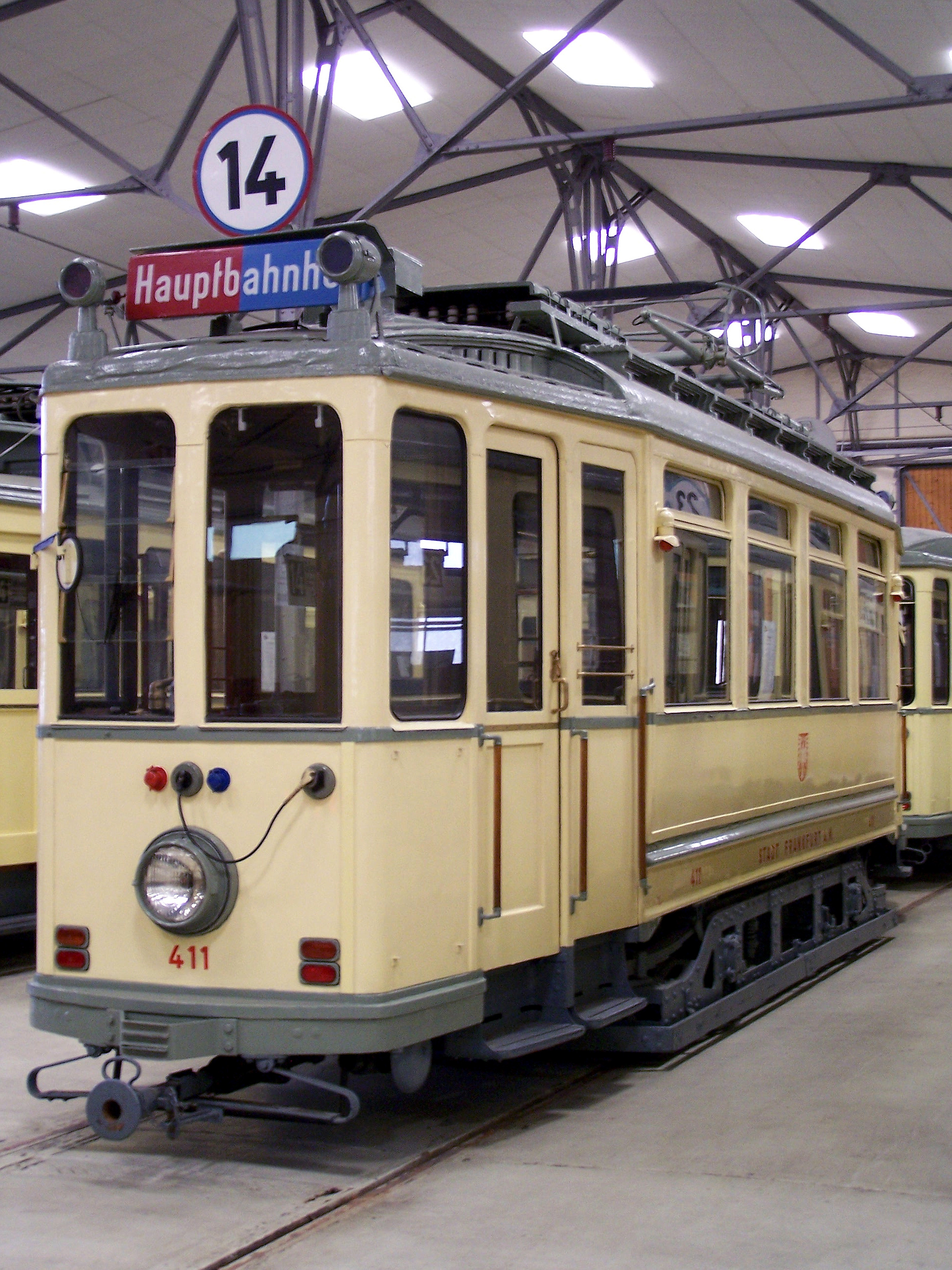
F形
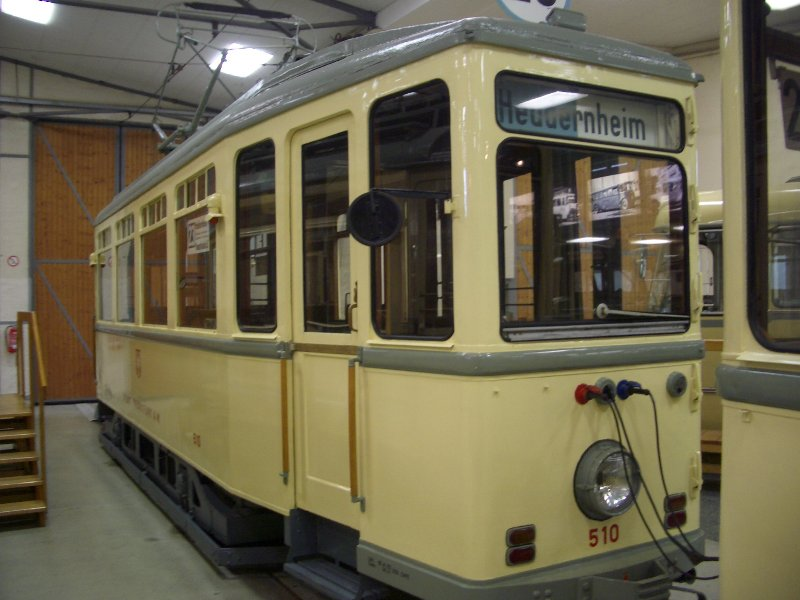
H形
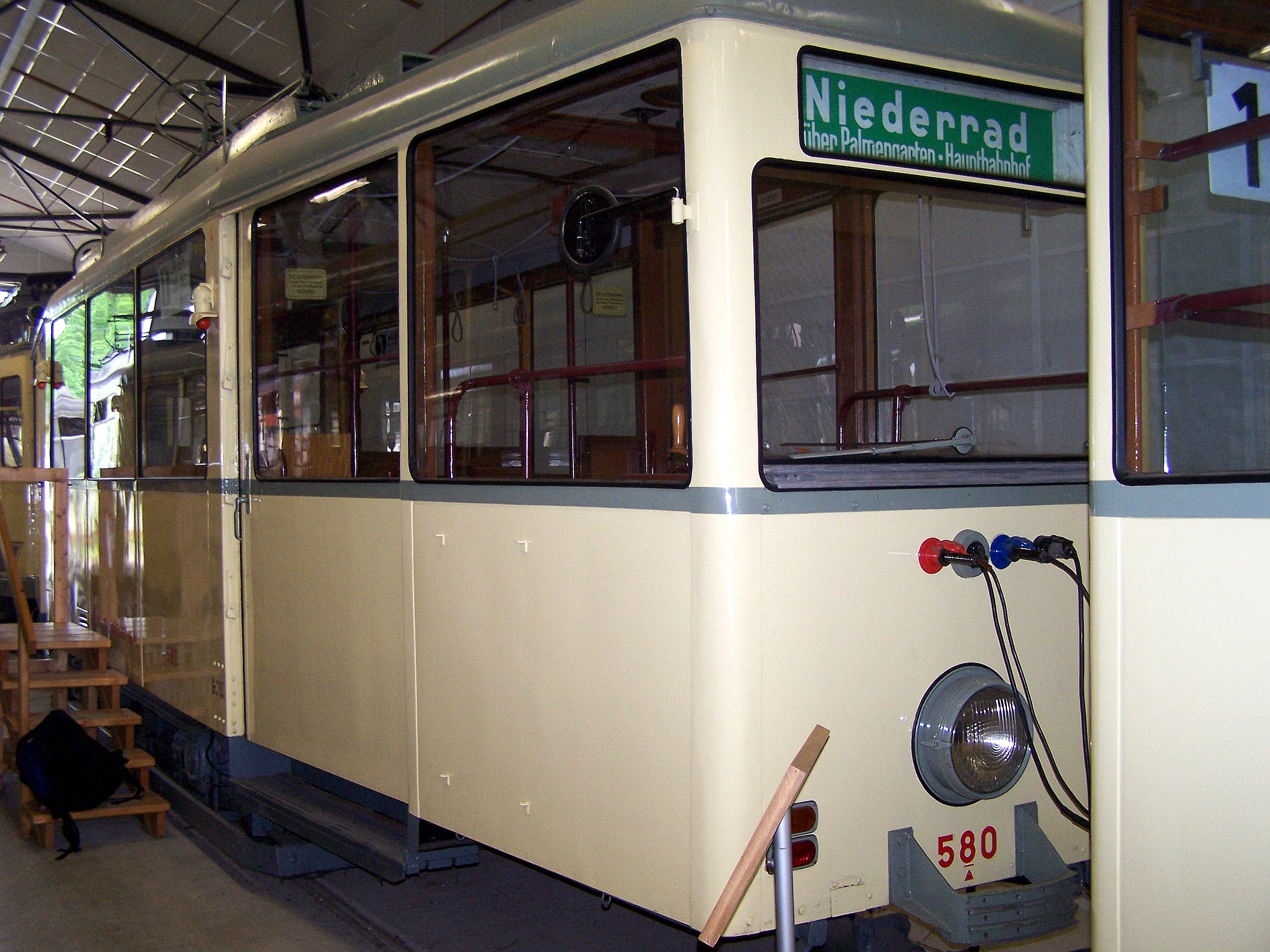
J形

- B形（ドイツ語版）
- V形（ドイツ語版）
- C形（ドイツ語版）
- D形（ドイツ語版）
- F形（ドイツ語版）
- H形（ドイツ語版）
- J形（ドイツ語版）

#### ボギー車・連節車

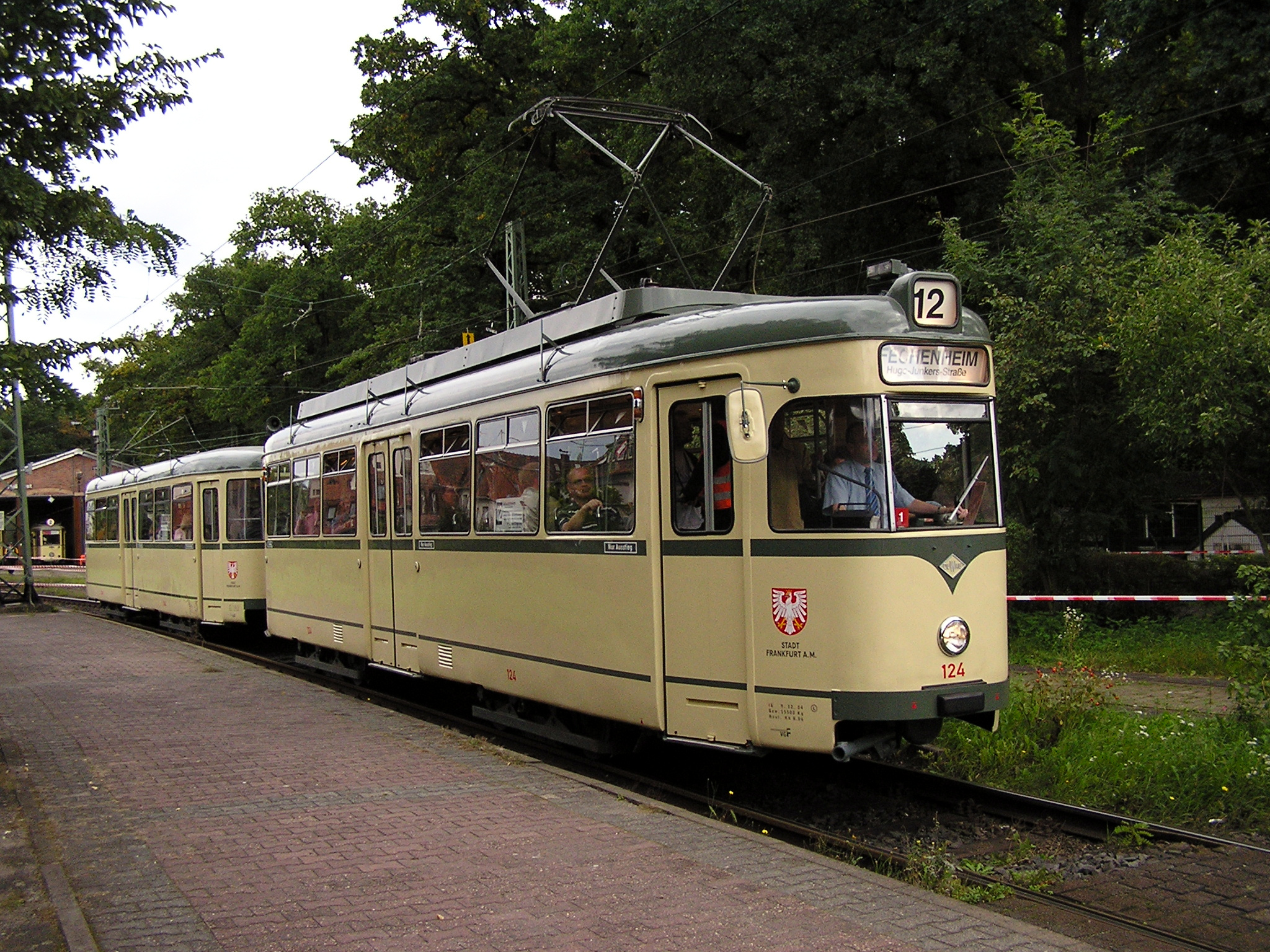
L形 フランクフルト市電初のボギー車
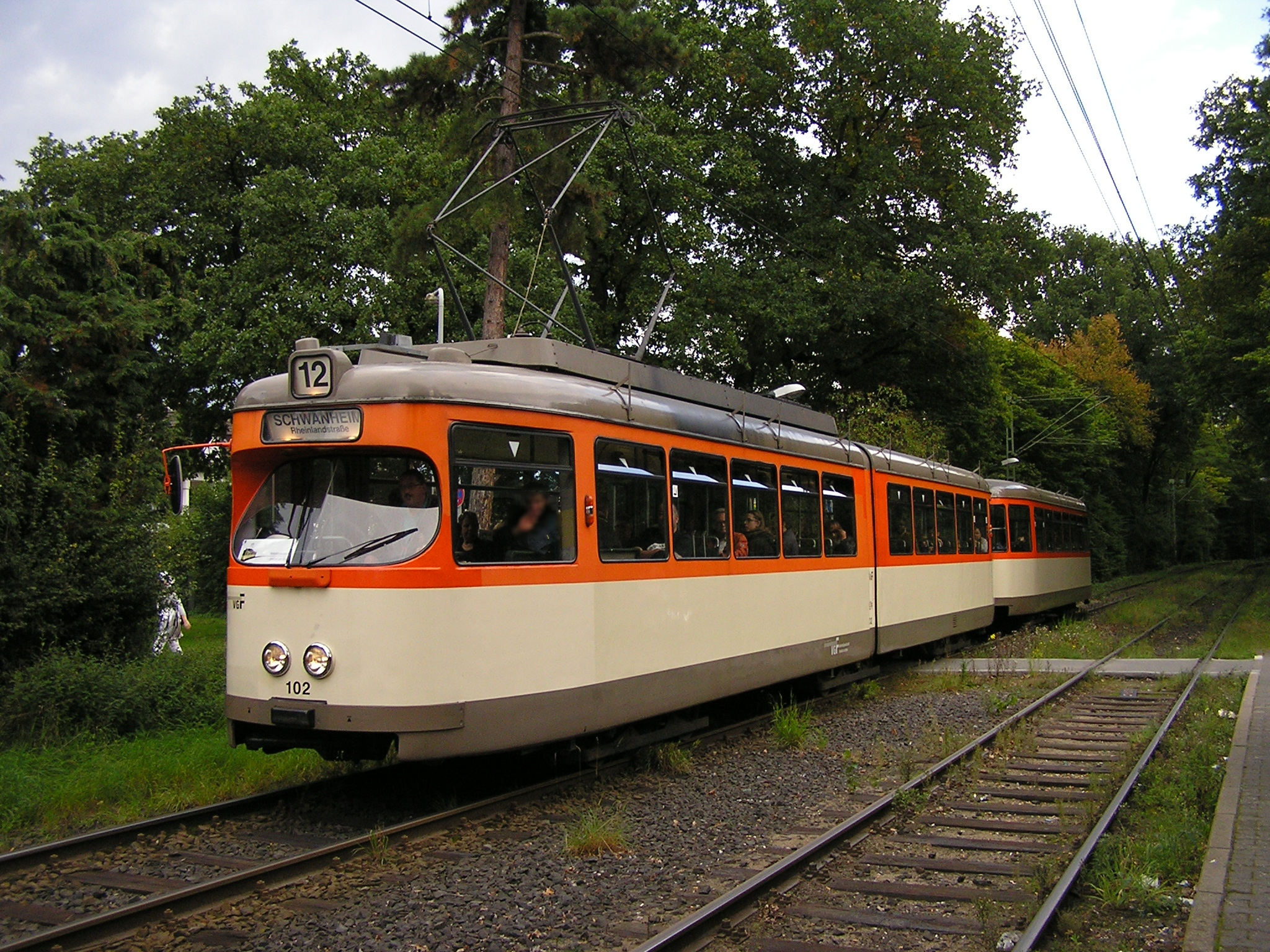
M形 フランクフルト市電初の連節車（2車体連接車）
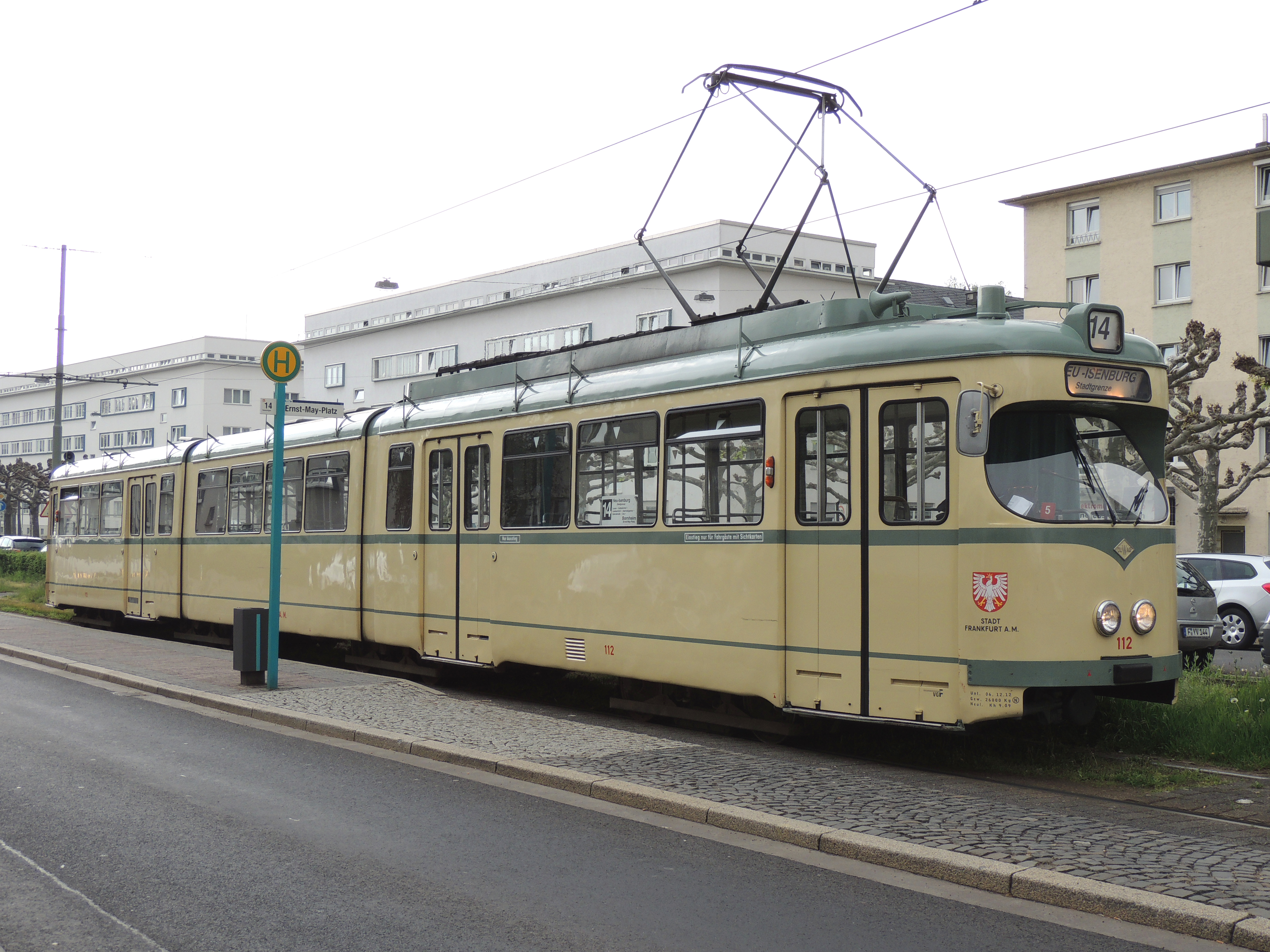
N形 輸送力を高めた3車体連接車
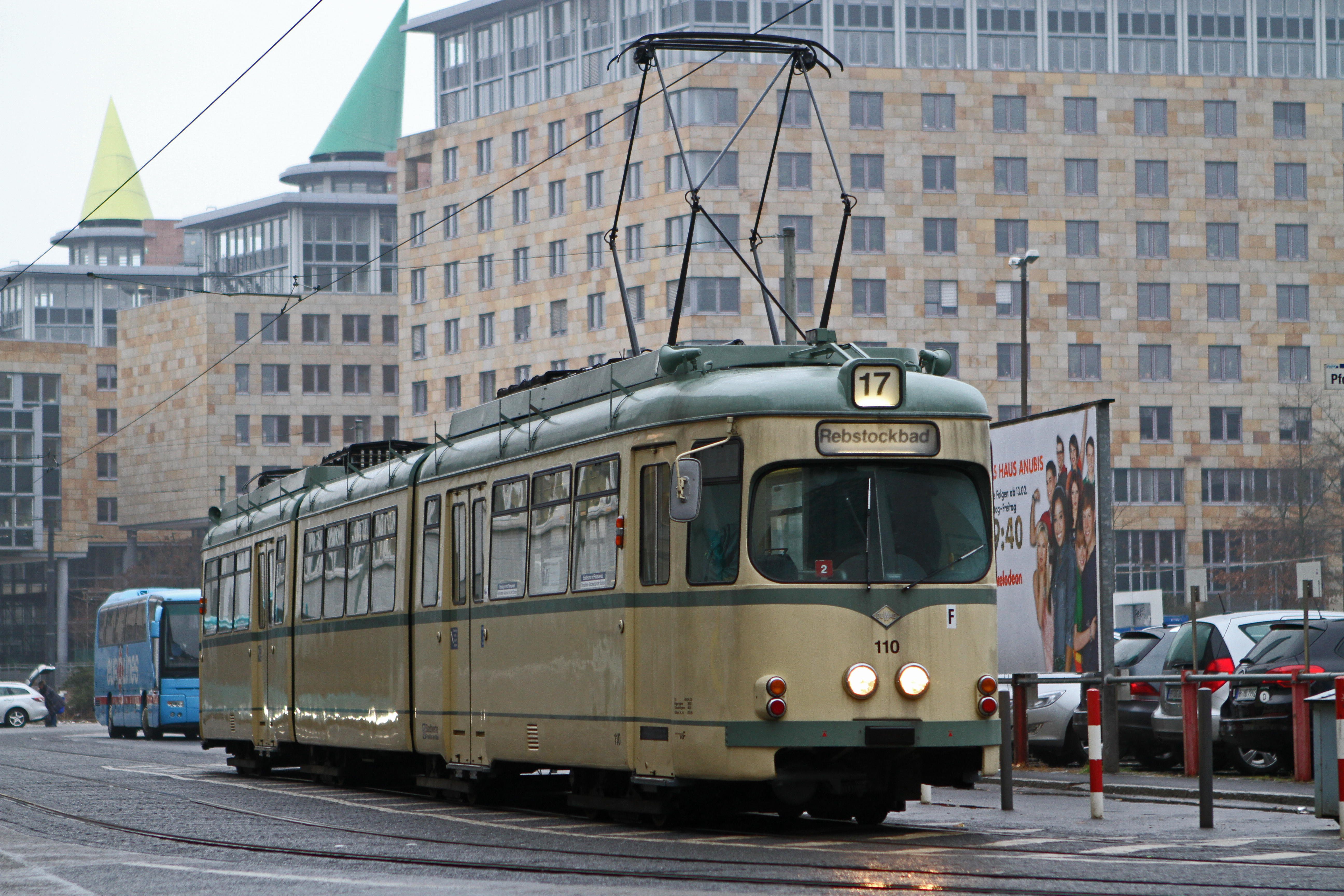
O形 折り返し用ループ線が存在しない系統向けの両運転台式車両

- L形
フランクフルト市電初のボギー車[42]
- M形
フランクフルト市電初の連節車（2車体連接車）[38][43][44]
- N形
輸送力を高めた3車体連接車[44][45][39]
- O形
折り返し用ループ線が存在しない系統向けの両運転台式車両[45][39]